# Пугачівка (Дубенський район)
Пугачі́вка — село в Україні, у Млинівській селищній громаді Дубенського району Рівненської області. Населення становить 1065 осіб.
У селі розташована ЗОШ І-ІІІ ступенів.

## Історія села
Старожили стверджують, що в давнину село Пугачівка називалося Листв'янкою, інша версія — Шелестянкою. Під час турецько-татарських набігів село було спустошене, старих людей і малих дітей загнали в церкву, яка стояла на великому пагорбі і спалили, а молодь забрали в неволю. З тих пір на тому місці «виріс» кам'яний хрест, який стоїть і понині.

Село Великі Дорогостаї вперше згадується під назвою Дорогостаї в акті опису Луцького замку від 1545 р. В переліку городень Луцького замку згадується «городня пана Миколая Кухмистровича з Дорогостай», нижче була розділена паном Василем Тишковичем «на маєтки пана Миколая Кухмистровича Дорогостаї і Романово».
У центрі Великих Дорогостаїв розташована Пугачівка, поруч трохи на північ Боярка, біля Боярки на схід знаходиться долина, через яку протікає річка Дійниця, за річкою на підвищенні проти Боярки — Турецька Гора, поруч знаходиться Червона Гора. Три кілометри на захід від Боярки розташована Московщина, а на сході від Великих Дорогостаїв — Новини.

Щодо походження назви Боярка (нині частина села Пугачівка), то на тутешній місцині відбувалися бої між турецькими і російськими військами. Командували російськими частинами бояри. Бояринами стали називати і тих вояків, котрі з різних причин залишилися тут на постійне помешкання. Звідси і походить назва села — Боярка.
Інша версія стосовно назви така: ще за часів Івана Грозного кілька боярів — втікачів, побоюючись царського гніву та розправи за провини, оселилися у «глухому місці». Відповідно пізніше селище назвали Бояркою.
Щодо походження села Пугачівки ходять такі легенди: село було оточене лісом, в якому водилося багато птахів пугачів, які вночі лякали людей. Цікавими з топонімічної точки зору є також назви: Коліно — частина села, яку подарував поміщик Ян Дорогостаївський своєму синові Миколі. Попівський ліс — ліс, що належав церкві, урочище Гори — горбиста місцевість, Понікарський горб — місцина належала послу Понікарському.

У роки першо світової війни у цій місцині з 1915 р. по 1916 р.стояв австро-російський фронт. На час війни більшість жителів покинули село. Повернувшись, побачили багато згарищ і трупів, яких захоронили у братську могилу на цвинтарі с. Червона гора. У цій могилі зайшли спокій і 20 загиблих, поховання яких знайшов на своєму городі чех Валента. У 1960 р. було знайдено нове захоронення часів Першої світової війни, були знайдені солдатські речі, медальйон, записну книжку австрійського офіцера.
7 (20) листопада 1917 року, відповідно до Третього Універсалу Української Центральної Ради, увійшло до складу Української Народної Республіки.

У 1924—1928 рр. в Пугачівці широко розгорнуло свою діяльність місцеве товариство «Просвіта», ініціатором та духовним наставником якого був отець Петро Тарнавський (колишній полковник петлюрівської армії, очолював парафію 42 роки). В селі працював драматичний гурток, хоча влада вимагала «при кожній просьбі на дозвіл даної п'єси, на якій повинен бути напис польської влади, що та п'єса сцензурована». Просвітяни Пугачівки були одними з найактивніших у справі утвердження національної культури і в 30-ті рр.. ХХ ст.. У дубенській газеті «Надія» від 15 квітня 1934 р. вміщено інформацію з нагоди святкування пам'яті про Т. Г. Шевченка (тут річницю Шевченка вшановували щорічно). Заходи, які були проведені гуртківцями: відправлення панахиди і служби Божої українською мовою.

У роки Другої світової війни чимало мирних жителів загинуло, не повернулися з фронту, 69 чоловік відправлено на каторжні роботи до Німеччини. Встановлений обеліск односельцям, котрі загинули, нагадує про страшне воєнне лихоліття. Серед односельців, які повернулися з фронту були: Тадай Арсен Васильович, Дейнека Андрій Кирилович, Жарчинський Петро Іванович, Харчук Арсен Іванович, Балас Василь Ісаакович та інші.

Післявоєнний період характеризувався розбудовою сільськогосподарських артілей у населених пунктах. У Пугачівці, прагнули заснувати колгоспще з 1940 р. Назвали його в честь Тараса Шевченка. Очолив господарство Микола Миронович Балас, котрий опісля разом із дев′ятьма односельцями став жертвою нацистів.

На кінець 1948 р. жителі сіл Червона гора і Турецька гора створили артіль ім. Димитрова, а селяни Пугачівки — артіль ім. Котовського.
У 1951 р. відбулося об′єднання боярського господарства з колгоспом ім. Димитрова. До ім. Чапаєва у 1958 р. приєдналися також ім. Котовського приєдналися також ім. Котовського (Пугачівка) та ім. Готвальда (с. Московщина), у 1960 р. колгосп «Світанок» (с. Новини)
Пугачівка у своїй пам'яті зберігає ще одну цікаву подію: у 1970 р. тут побував знаменитий диктор Юрій Левітан, котрий у 1941 р. по радіо оголошував про початок німецько-радянської війни.
12 червня 2020 року, відповідно до розпорядження Кабінету Міністрів України № 722-р від «Про визначення адміністративних центрів та затвердження територій територіальних громад Рівненської області», увійшло до складу Млинівської селищної громади.
19 липня 2020 року, в результаті адміністративно-територіальної реформи та ліквідації Млинівського району, село увійшло до складу Дубенського району.

## Населення
Дворів — 305, Населення — 859.

### Мова
Розподіл населення за рідною мовою за даними перепису 2001 року:
| Мова            | Кількість | Відсоток |
| --------------- | --------- | -------- |
| українська      | 1054      | 98.97%   |
| російська       | 10        | 0.94%    |
| інші/не вказали | 1         | 0.09%    |
| Усього          | 1065      | 100%     |

## Органи влади
До 2016 - адміністративний центр Пугачівської сільської ради . У її підпорядкуванні знаходилися села: Московщина, Новини.
Сільський голова: Тивонюк Василь Євгенович (2015 р.). Від 2016 у складі Млинівської селищної громади

## Підприємства
Підприємство «Промінвесбуд». ПП «Червона гора»

## Освіта
- Пугачівська загальноосвітня школа І-ІІІ ступенів Млинівської районної ради Рівненської області
- Пугачівський дошкільний навчальний заклад «Сонечко»

## Культура

### Публічно-шкільна бібліотека села Пугачівка
В 1955 році Антон Федорович Гацик (голова колгоспу) вирішує заснувати бібліотеку. Ініціативу підтримує Кононов Михайло Антонович (голова сільської ради) і виділяє невеличку кімнату в приміщенні сільської ради.

Першим бібліотекаром стає Галина Олексіївна Гацик

У 1960 році головою колгоспу призначено Яковенка Володимира Панасовича. За його вказівкою будують будинок культури на честь 50-річчя Великого Жовтня. Під бібліотеку Володимир Панасович виділяє гарне велике приміщення в будинку культури. І з 1961 року починає працювати зовсім нова бібліотека, бібліотекаром якої стає Олександра Василівна Яковенко.

В 1971 році головою колгоспу стає Микола Степанович Шумивода, а посаду бібліотекаря займає Антоніна Василівна Адамчук. Окрім видачі літератури, в бібліотеці проводяться цікаві тематичні вечори, свята, години поезії, літературні альманахи. 

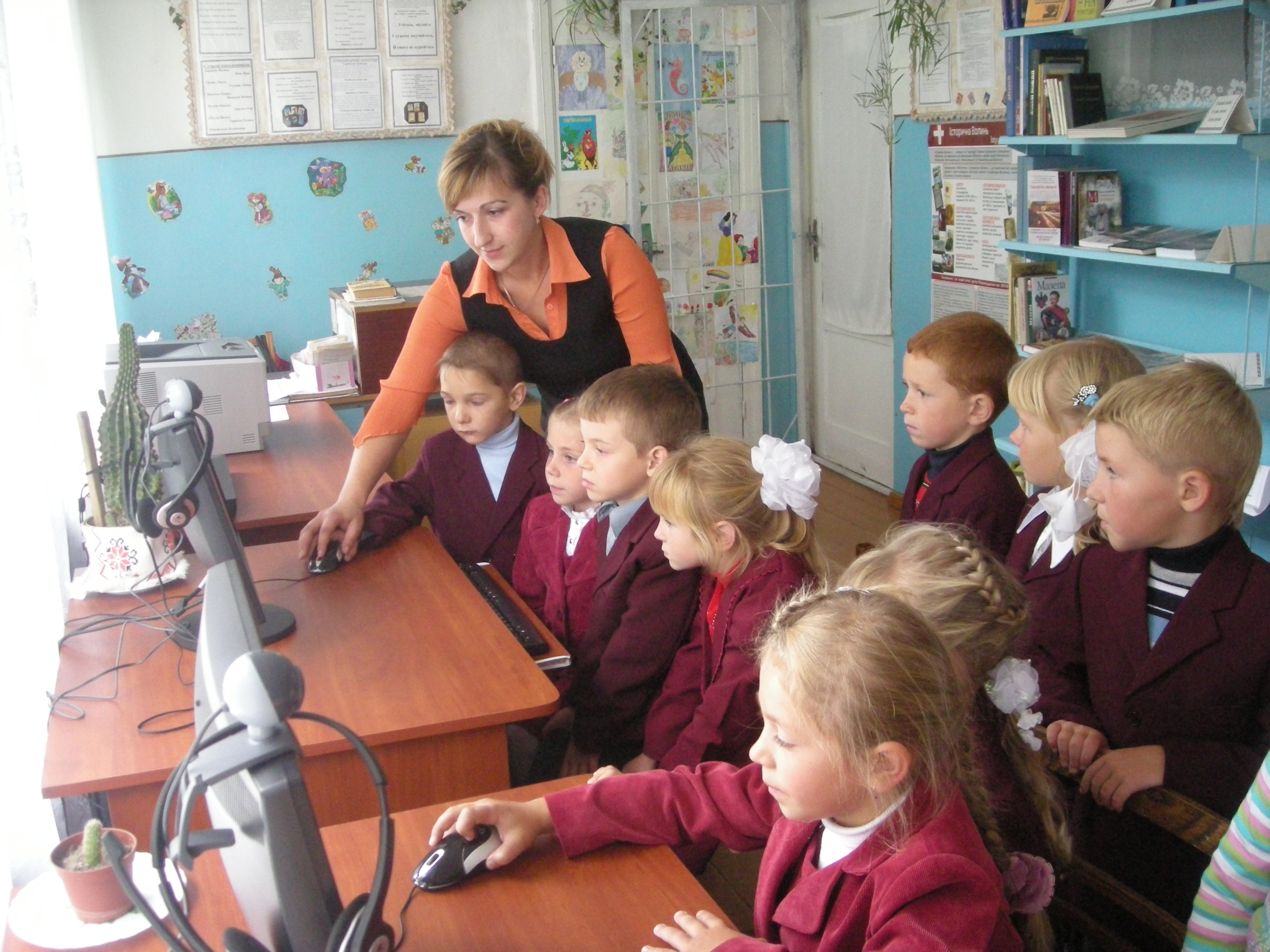
У шкільній бібліотеці

В 2004 році сільську бібліотеку об'єднують зі шкільною.

З 2008 року Публічно-шкільну бібліотеку очолює Оксана Володимирівна Дейнека.

У 2010 році бібліотека перемогла в рамках конкурсу «Організація нових бібліотечних послуг з використанням доступу до Інтернету» від програми «Бібліоміст» вона отримала 2 комп'ютери з підключенням до мережі Інтернет, принтер і сканер.
Бібліотека працює за краєзнавчим напрямком. В бібліотеці збираються матеріали по даному напрямку, створюються буклети: («Гордість мого села»), («Своє життя я вишила нитками»), та тематичні заходи («Моя земля — земля моїх батьків», «Україно, ластівко моя, ти мій спокій, ти моя турбота»).

З 2011 року в бібліотеці працює клуб за інтересами «Інтернет-чомучки». Під час занять учасники клубу навчаються основам комп'ютерної грамотності та навичкам роботи в мережі Інтернет.

Нині бібліотека розміщена в приміщенні будинку культури та школи. Фонд налічує понад 11 тисяч документів. Обслуговується 570 читачів.
У вечірню пору п'ятниці та суботи, молодь приходить до будинку культури, культурно проводить час, насолоджується музикою та розмовами з односельцями.

## Релігія
- Свято-Миколаївська громада української православної церкви Київський патріархат. Дата будівництва церкви - невідома.[5]

Священник: отець Роман (Войтович Руслан Йосипович)
- Релігійна громада євангельських християн — баптистів